# Селище Меліораторів
Меліораторів (рос. Мелиораторов) — селище в Великолуцькому районі Псковської області Російської Федерації.
Населення становить 458 осіб. Входить до складу муніципального утворення Шелковська волость.

## Історія
Від 2014 року входить до складу муніципального утворення Шелковська волость.

## Населення
| 2001 | 2002 | 2010 |
| ---- | ---- | ---- |
| 507  | ↗581 | ↘458 |